# KCTB場所打ち鋼管コンクリート杭
KCTB場所打ち鋼管コンクリート杭（ケーシーティービーばしょうちコンクリートぐい、以下：KCTB杭）とは、杭基礎を築造する上での工法の一種である。耐震杭協会8社が共同で開発し、ビルやマンションなどの建設に広く採用されている。略称は KCTB杭（ケーシーティービーぐい）、TB杭（ティービーぐい）、KCTB（ケーシーティービー）、TB（ティービー）など。

## 概要
従来の場所打ちコンクリート杭の耐震性をより向上させるため、地震時に曲げモーメントやせん断力が大きく作用する杭頭部を、鋼管コンクリートに置き換えた複合場所打ち杭である。場所打ちコンクリート杭の工法であるアースドリル工法、リバース工法、オールケーシング工法のほか、拡底杭とも併用できる。名称の由来は、鋼管（Koukan）、コンクリート（Concrete）、耐震（Taishin）、場所打ち（Basyouti）の頭文字からきている。耐震杭協会会員であるジャパンパイル、丸五基礎工業、大洋基礎、東洋テクノ、日特建設、ジオダイナミック、大興物産、菱建基礎の8社が共同開発し、2009年（平成21年）6月26日に一般財団法人日本建築センターより評定を取得した。

## 特徴
地震時に上部構造に作用する水平力（地震力）によって、杭頭部付近には大きな曲げモーメントやせん断力が働く。これに対処するため、従来の場所打ちコンクリート杭では杭頭部を拡大する方法をとった。しかし、杭頭拡大杭にすることによって以下のデメリットが発生する。
- 掘削土量、コンクリート量、鉄筋量が増加し、それに伴いパイルキャップ（フーチング、基礎ベースともいう）も拡大する。
- 杭頭拡大、鉄筋量増大によって杭の剛性（EI）が大きくなるため、杭に作用する曲げモーメントが大きくなる。
- 鉄筋かごの配筋が密になることによってコンクリートの流動性が悪くなり、杭体不良が生じる。

一方、KCTB杭にすることによって上記のデメリットを解消するとともに、従来よりも耐震性に優れた杭が施工できる。
- 鋼管コンクリート構造により、杭頭を拡大しなくても大きな曲げ抵抗とせん断耐力が得られる。
- 杭頭拡大杭に比べて剛性（EI）が小さく、杭に働く曲げモーメントも小さくなる。
- 杭頭部は鋼管とコンクリートの複合体となるため、鉄筋かごの密な配筋を避けることができ、コンクリートの流動性を損なわない。
- 杭の軸部径を縮小できるため、掘削土量、産業廃棄物、コンクリート量を減らすことができ、経済的な設計かつ環境に配慮した工事が可能。
- 鋼管の外面に特殊アスファルトを塗布することにより、地盤沈下発生時のネガティブフリクションを低減することができる。
- コンクリート設計基準強度（Fc）の上限値が45 N/mm2で、より安全性が高い設計が可能。
- 鋼管の外径、厚さ、材質を変更することにより、設計の自由度が高くなる[1]。

## 鋼管の仕様
KCTB杭に使用する鋼管は、JIS A 5525に規定するSKK400-IR及びSKK490-IRである。内面には螺旋状にリブ（突起）が付いており、内面リブ付きスパイラル鋼管と呼ばれる。これは鋼管とコンクリートとの一体性を確保し、杭頭部における靭性を高めるためである。鋼管径（外径））はφ700 mm - φ2700 mm、板厚は0 mm - 20 mm（鋼管外径によって許容範囲は異なる）まで存在し、杭の設計範囲が広い。なお、製品名にあるIRは、Internal Rib（内面リブ）を表している。

## 施工方法
鉄筋かごと鋼管を接合して建て込む同時建込み工法が一般的である。鋼管径（外径）より50 mm以上大きな径にて掘削を行い、孔底処理後、鉄筋かごと鋼管を接続用補助部材を使って溶接し、両者同時に建て込む。鋼管と孔壁との隙間にはグラウトあるいはコンクリートのオーバーフローにて充填を行う。